# أولكسندر ميروشنيشنكو
أولكسندر ميروشنيشنكو (بالأوكرانية: Мірошниченко Олександр Олександрович)‏ هو لاعب كرة قدم أوكراني في مركز الوسط، ولد في 19 يناير 1986 في لوهانسك في جمهورية لوغانسك الشعبية. شارك مع منتخب أوكرانيا تحت 19 سنة لكرة القدم. أما مع النوادي، فقد لعب مع دينامو برست وشاختار دونيتسك.

## وصلات خارجية
- أولكسندر ميروشنيشنكو على موقع اتحاد أوكرانيا (الإنجليزية)
- أولكسندر ميروشنيشنكو على موقع قاعدة بيانات كرة القدم.إي يو (الإنجليزية)
- أولكسندر ميروشنيشنكو على موقع Soccerway.com (الإنجليزية)